# Ley Raker

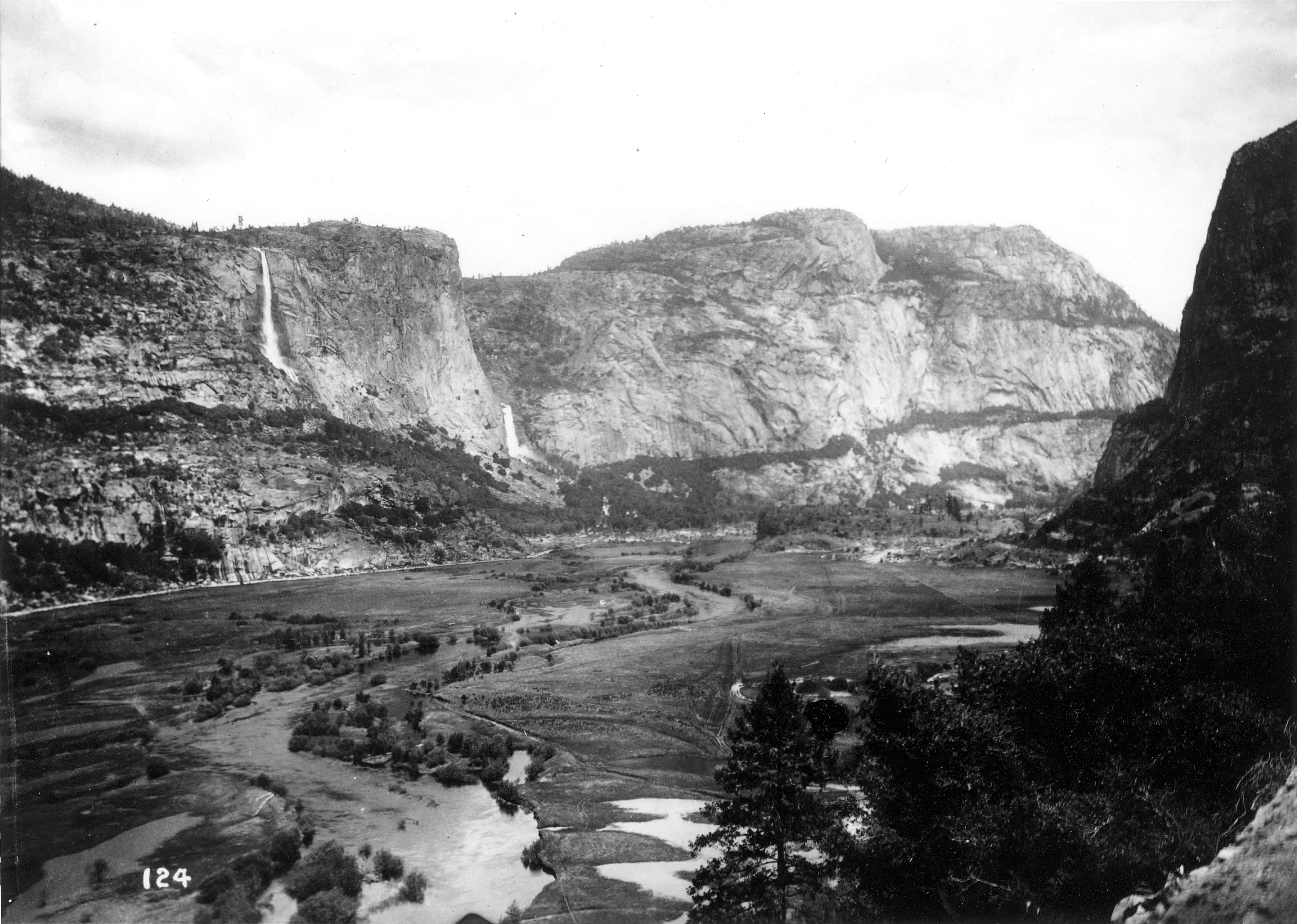
El Valle Hetch Hetchy, a comienzos de 1900.

La Ley Raker (Paul Raker Act en inglés) fue una Ley del Congreso de los Estados Unidos que permitió la construcción de la Presa O'Shaughnessy y la inundación del Valle Hetch Hetchy en el Parque nacional de Yosemite en California. La ley, paso por el Congreso en 1913, especificando que debido a que la fuente del agua y poder estaba en tierra pública, no podrían obtenerse beneficios privados derivados de la elaboración. El plan para represar el valle fue peleado durante años por John Muir. La construcción de la presa finalizó en 1923. El periódico San Francisco Bay Guardian afirmó que San Francisco vendió el poder a la empresa PG&E, que luego revendió de nueva cuenta al público obteniendo un beneficio, en una clara violación a la ley.
Harold Ickes del Departamento del Interior de los Estados Unidos durante el mandato del presidente Roosevelt trato durante muchos años de fortalecer dicha ley, pero no tuvo éxito. El control del poder generado en Hetch Hetchy sigue en manos de la empresa PG&E. El San Francisco Bay Guardian ha mantenido durante varios años esfuerzos para dar a conocer las violaciones a la Ley Raker.